# Pikmin Bloom
Pikmin Bloom est un jeu vidéo basé sur la localisation et proposant quelques éléments de réalité augmentée, développé et édité par Niantic, sorti en 2021 sur téléphones mobiles,. Développé en collaboration avec Nintendo, il fait partie de la licence Pikmin.

## Système de jeu
Le jeu consiste à compter les pas dans la vie réelle qui pourront faire éclore les Pikmin, ces derniers peuvent produire des pétales à partir du nectar qu'on leur donne, qui feront pousser des fleurs du type correspondant où l'on marche, ou encore à envoyer en expédition pour obtenir nectar ou encore pousses Pikmin.
Des Pikmins décos, plus rare mais décorés, sont disponibles dans de multiples thèmes.
Les Miis sont utilisés comme avatars duquel on peut changer la tenue.
À chaque fin de journée, un débriefing apparaît est nous montre le nombre de pas réalisé, les fleurs éclots, une photo au hasard prise pendant la journée, et en dernier on choisit l'humeur de la journée (Mauvaise journée - Journée normale - Super journée)
Le jeu possède un important côté coopératif, un système d'amis existe auquel on peut envoyer cartes postales ou cadeaux, avec des défis hebdomadaires de pas ou de fleurs rejoignables par amis ou étrangers, ou encore des champignons qui donneront récompenses si détruits, rejoignables par n'importe qui.
Des événements sont fréquemment présents qui ajouteront pétales, tenues et Pikmin.

## Développement
Niantic, qui s'était déjà associé à Nintendo dans le cadre de Pokémon Go (2016), a poursuivi cette collaboration pour développer Pikmin Bloom. Le jeu est annoncé en 2021, quelques mois avant son lancement officiel.

## Accueil
Deux semaines après sa sortie, Pikmin Bloom a été telechargé plus de deux millions de fois.
En avril 2024, le jeu a généré 44 millions de dollars depuis sa sortie.